# Philopotamus corsicanus
Philopotamus corsicanus är en nattsländeart som beskrevs av Martin E. Mosely 1938. Philopotamus corsicanus ingår i släktet Philopotamus och familjen stengömmenattsländor. Inga underarter finns listade i Catalogue of Life.